# Brachytome
Brachtytome es un género con ocho especies de plantas con flores perteneciente a la familia Rubiaceae. 

## Especies seleccionadas
- Brachytome hainanensis
- Brachytome hirtellata
- Brachytome kachinensis
- Brachytome pitardii
- Brachytome russellii
- Brachytome scortechinii
- Brachytome wallichii
- Brachytome wardii